# Meroles anchietae
Meroles anchietae är en ödleart som beskrevs av  Bocage 1867. Meroles anchietae ingår i släktet Meroles och familjen lacertider. Inga underarter finns listade i Catalogue of Life.
Artepitet i det vetenskapliga namnet hedrar den portugisiska naturforskaren José Alberto de Oliveira Anchieta.